# آدم ماي
آدم ماي (بالإنجليزية: Adam May)‏ (6 ديسمبر 1997 بساوثهامبتون في المملكة المتحدة - ) هو لاعب كرة قدم بريطاني في مركز الوسط. لعب مع نادي بورتسموث وGosport Borough F.C. ‏.

## وصلات خارجية
- آدم ماي على موقع قاعدة بيانات كرة القدم.إي يو (الإنجليزية)
- آدم ماي على موقع Soccerbase.com (لاعب) (الإنجليزية)
- آدم ماي على موقع Soccerway.com (الإنجليزية)